# روپوشه بویایی

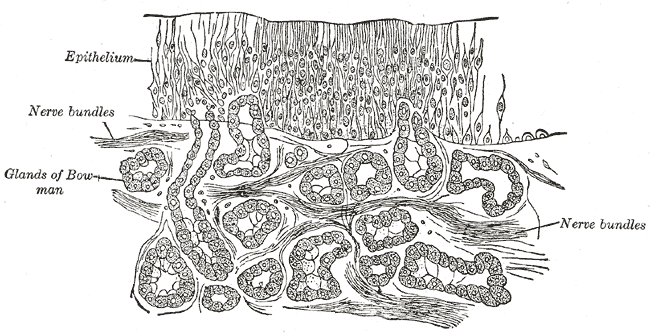
برشی از غشاء مخاطی بویایی با روپوشه بویایی در بالا.

روپوشهٔ بویایی (olfactory epithelium) یک بافت ویژهٔ پوششی در درون حفره بینی است که با حس بویایی ارتباط دارد.

## نگارخانه

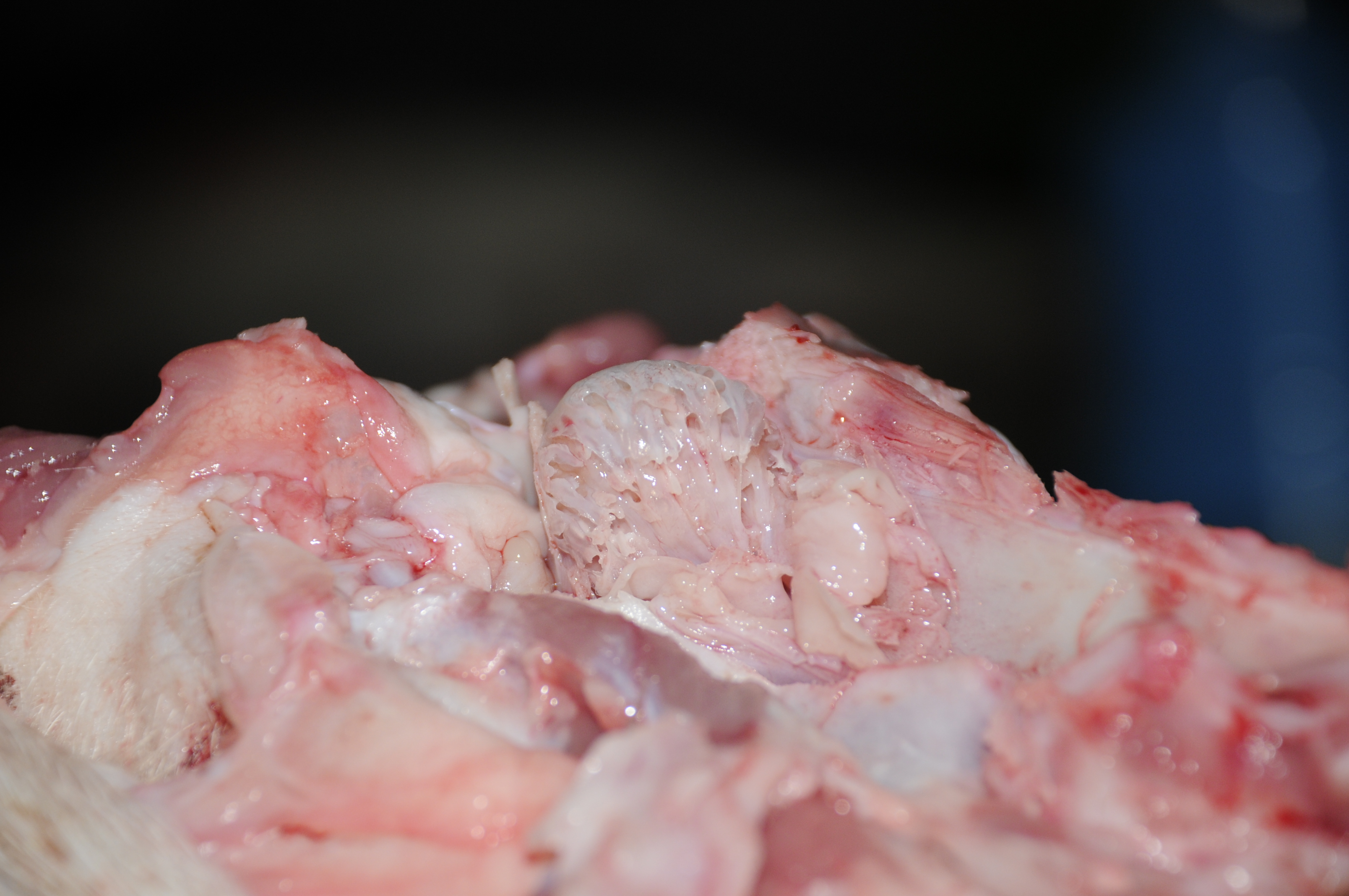